# Norops microlepidotus
Norops microlepidotus är en ödleart som beskrevs av  Davis 1954. Norops microlepidotus ingår i släktet Norops och familjen Polychrotidae. Inga underarter finns listade i Catalogue of Life.